# Думбия (община Търговище)
 Тази статия е за селото в Сърбия.  За селото в Гърция вижте Думбия (дем Полигирос).  
Думбия (на сръбски: Думбија или Dumbija) е село в община Търговище, Пчински окръг, Сърбия.

## История
В края на ΧΙΧ век Думбия е село в Прешевска кааза на Османската империя. Според статистиката на Васил Кънчов („Македония. Етнография и статистика“) от 1900 година Думбия е населявано от 135 жители българи християни. Според патриаршеския митрополит Фирмилиан в 1902 година в Думбия има 24 сръбски патриаршистки къщи. По данни на секретаря на Българската екзархия Димитър Мишев („La Macédoine et sa Population Chrétienne“) в 1905 година в Думбия (Dumbia) има 200 българи патриаршисти гъркомани.
В 2002 година в селото живеят 36 души, всички сърби.

## Население
- 1948- 198
- 1953- 201
- 1961- 212
- 1971- 154
- 1981- 88
- 1991- 53
- 2002- 36